# Zale notipennis
Zale notipennis là một loài bướm đêm trong họ Erebidae.